# Собаки Баскервиля
«Собаки Баскервиля» (англ. The Hounds of Baskerville) — второй эпизод второго сезона телесериала BBC «Шерлок». Эпизод был впервые показан на BBC One 8 января 2012 года. Сценаристом серии является Марк Гэтисс, который также в сериале исполняет роль Майкрофта Холмса, брата Шерлока. Режиссёром эпизода стал Пол Макгиган. Эпизод является модернистской адаптацией «Собаки Баскервилей», одной из самых знаменитых работ сэра Артура Конана Дойла.
В этом эпизоде Холмс (Бенедикт Камбербэтч) и его партнёр Джон Ватсон (Мартин Фримен) берутся за дело Генри Найта (Расселл Тови), который 20 лет назад стал свидетелем жестокого убийства его отца «гигантским хаундом» в Дартмуре. Расследование ведёт их в Баскервиль, военно-исследовательскую базу. В заключении выясняется, что собаки были образами, вызванными психотропным препаратом, химическим оружием, создателем которого на самом деле был настоящий убийца отца Генри.
Из-за популярности романа Гэтисс чувствовал большую ответственность, так как надо было включить знакомые элементы рассказа, в отличие от того, как он это делал при адаптации малоизвестных историй. Сценарий должен был следовать элементам жанра ужасов и сделать эпизод страшным. В отличие от традиционных рассказов о привидениях, сюжет Гэтисса был сосредоточен на более современных ужасах, теориях заговора и генетической инженерии. Съёмки велись на протяжении мая 2011 года, а дополнительные видео были сняты в конце августа. Места съёмок были в основном в Южном Уэльсе, хотя частично снимали в Дартмуре. Собака была создана при помощи визуальных эффектов.
Во время трансляции по BBC One эпизод посмотрело 10 миллионов 266 тысяч зрителей в Великобритании. Этот рейтинг, хотя с небольшим снижением в аудитории по сравнению с предыдущим эпизодом, позволил эпизоду получить второе место по охвату аудитории британского телевидения в ту неделю, когда эпизод вышел в эфир. Реакция критиков по отношению к эпизоду была в целом положительной, одобрение вызвали как модернизация, так и тональная верность оригинальному источнику. Критики похвалили Камбербэтча, Фримена и Тови, а также сцену с «чертогами разума» Шерлока.

## Сюжет
Шерлоку (Бенедикт Камбербэтч) и Джону (Мартин Фримен) наносит визит Генри Найт (Расселл Тови), который стал свидетелем убийства своего отца «гигантским хаундом» в Дартмуре 20 лет назад. После нескольких лет терапии Генри вернулся на место происшествия и снова увидел собаку, что побудило его просить о помощи. Хотя Шерлок изначально отказывается помогать, он вскоре заинтересовывается делом, когда Генри использовал слово «хаунд» вместо «собака». Шерлок и Джон прибывают в Дартмур и узнают, что хаунд является местной легендой. Они посещают Баскервиль, близлежащую научно-исследовательскую базу Министерства обороны, используя пропуск Майкрофта (Марк Гэтисс). После того, как система безопасности обнаружила, что Шерлок нелегально проник на базу, объявляется тревога, но доктор Боб Фрэнкленд (Клайв Мэнтл), несмотря на то, что знает правду, ручается за личность Шерлока, дав ему уйти с базы. Фрэнкленд говорит, что он был другом отца Генри, и что он переживает за благополучие Генри.
Генри говорит Джону и Шерлоку о словах «Либерти» (англ. Liberty) и «Ин» (англ. In) в своих снах. Шерлок, Джон и Генри затем приходят к оврагу, чтобы найти хаунда. По дороге туда Джон замечает то, что кажется сигналами азбуки Морзе (хотя это не так; это были вспышки фар машины, в которой пара людей занималась сексом). Когда Генри и Шерлок прибывают к оврагу, они оба замечают хаунда. В местной гостинице заметно потрясённый Шерлок признаётся, что видел хаунда. Джон пытается успокоить его, предполагая, что ему это померещилось. Шерлок гневно реагирует на это, отрицая, что с ним что-то не так. Джон пытается опросить терапевта Генри, Луизу Мортимер (Саша Бехар). Однако их прерывает Фрэнкленд, который раскрывает его прикрытие. Между тем, Генри видит галлюцинацию хаунда, крадущегося возле его дома.
На следующее утро Шерлок понимает, что «хаунд» может быть акронимом, а не словом. Пара героев натыкается на инспектора Лестрейда (Руперт Грейвс), которого прислал Майкрофт, чтобы приглядывать за Шерлоком. Они допрашивают хозяев гостиницы о недавнем заказе мяса, счёт за который заметил Джон, что показалось ему странным для вегетарианского ресторана. Хозяева держат собаку на местном болоте, чтобы привлечь туристов, но они уверяют исследователей в том, что они усыпили её. Это объяснение удовлетворяет Лестрейда, но не Шерлока, который настаивает на том, что собака, которую он увидел, была чудовищной. Позвонив Майкрофту, Шерлок вновь получает доступ к Баскервилю. Исследуя нижние уровни генетических лабораторий, Джон оказывается в ловушке, а затем слышит рычание, предполагая, что это хаунд. Заперевшись в пустой клетке, он звонит Шерлоку, который спасает его. Шерлок делает вывод, что всё это происходит из-за химического оружия, предназначенного вызывать жестокие галлюцинации. Используя технику «чертогов разума», которая позволяет ему запоминать большой объём информации, Шерлок приходит к выводу, что «Либерти» и «Ин» означают Либерти, Индиана. После просмотра секретных файлов он видит, что «Х.А.У.Н.Д.» был секретным проектом ЦРУ, направленным на создание галлюциногенного противопехотного химического оружия, но проект был закрыт. Шерлок осознаёт, что Фрэнкленд, который участвовал в проекте, втайне продолжил его.
После того, как Джон получил звонок от доктора Мортимер, которая сообщила, что Генри сбежал с пистолетом, Джон, Шерлок и Лестрейд мчатся к оврагу, где видят, как Генри готовится покончить с собой. Шерлок объясняет, что хаунд является галлюцинацией; его отец на самом деле был убит Фрэнклендом, на котором были противогаз и свитер с надписью «H.O.U.N.D. Liberty, In»; ребёнок не смог справиться с этим, поэтому его мозг обманул его. Каждый раз, когда Генри возвращался, Фрэнкленд дурманил его галлюциногеном; химическим агентом является туман, который выпускали в овраге. Когда Генри успокаивается, они все видят собаку хозяев гостиницы; Джон стреляет в неё. Шерлок находит и хватает Фрэнкленда на месте преступления. Генри понимает, что это Фрэнкленд убил его отца, так как он видел, как Фрэнкленд проводил испытание наркотика. Фрэнкленд сбегает на минное поле базы и подрывается. Когда Шерлок и Джон готовятся уехать следующим утром, Джон интересуется, почему он видел собаку в лаборатории, несмотря на то, что он не вдыхал газ из оврага. Шерлок предполагает, что Джон ранее был одурманен газом, который шёл из текущих труб в лаборатории. Позже он понимает, что это Шерлок запер его в лаборатории, чтобы проверить свою теорию. Он также указывает на то, что на этот раз Шерлок был неправ; он считал, что наркотик был в сахаре в доме Генри, и положил его в кофе Джона.
В заключительной сцене Майкрофт наблюдает за тем, как освобождают Джима Мориарти (Эндрю Скотт) из камеры, по стенам которой расписано имя Шерлока.

### Кастинг

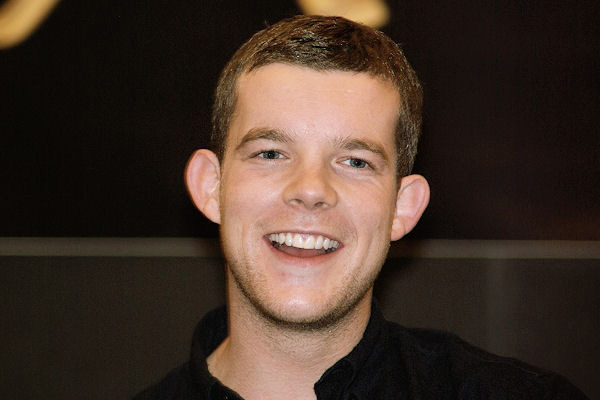
Расселл Тови появился в эпизоде в роли Генри Найта.

### Съёмки и эффекты

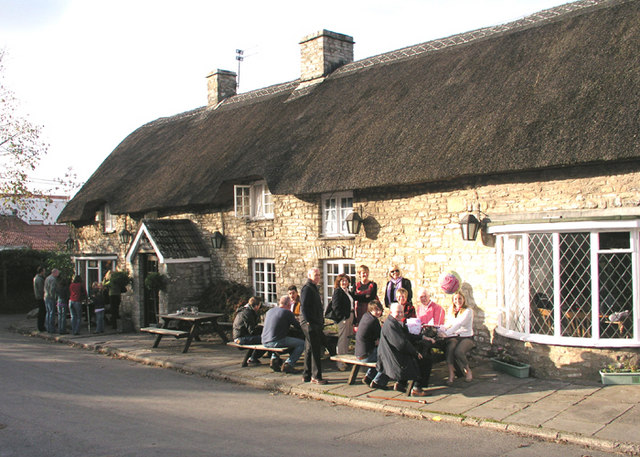
Гостиница «The Bush» в Сент-Хилари, Вейл-оф-Гламорган, была взята за основу паба «Cross Keys» в Дартмуре.

### Отзывы критиков

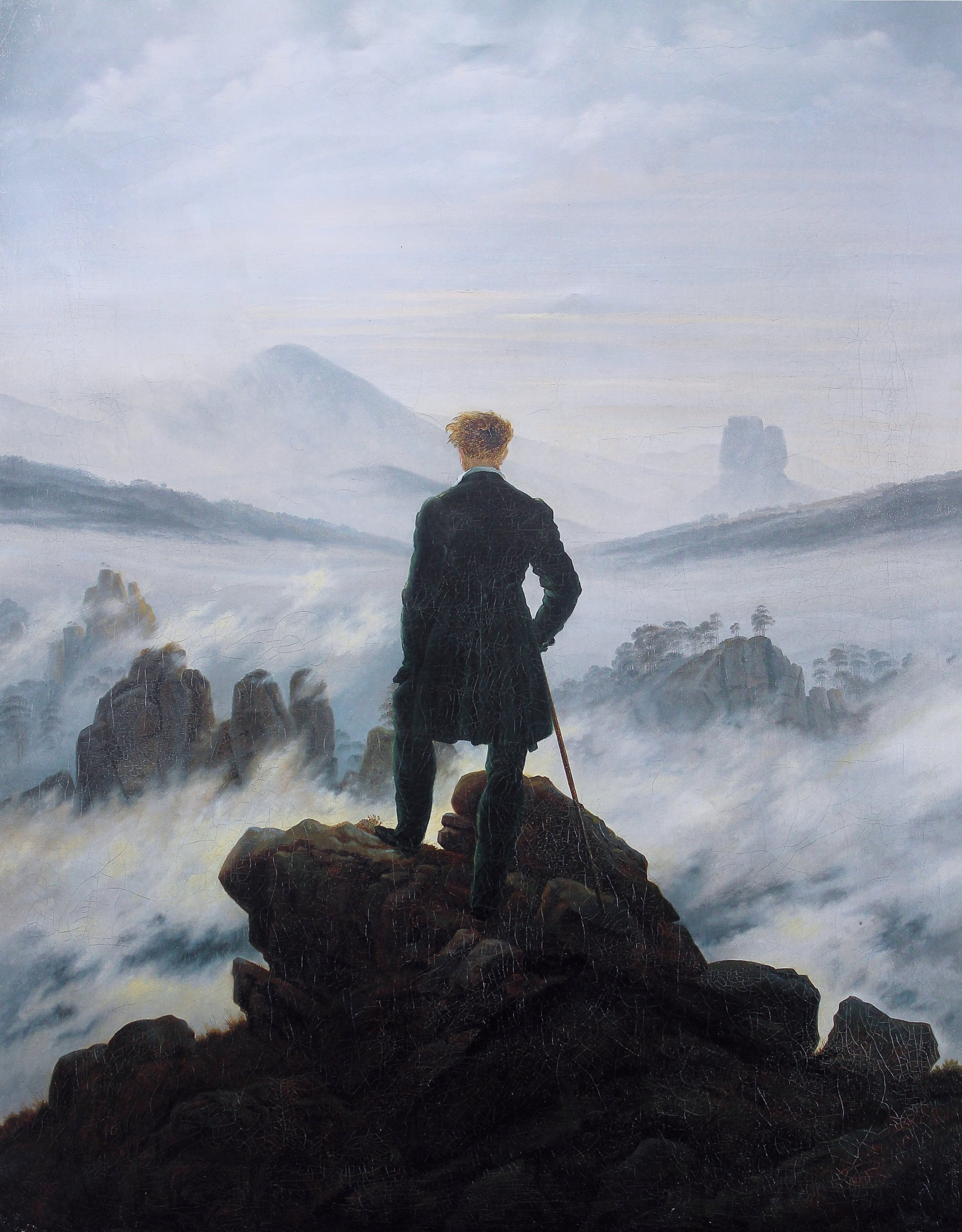
Сцена, в которой Шерлок вскарабкался на вершину холма в Дартмуре, напомнила критикам о картине Каспара Давида Фридриха «Странник над морем тумана».